# Kiskunmajsa

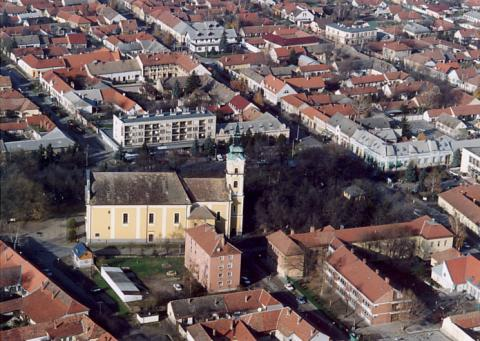
Luftaufnahme der Stadt (2007)

Kiskunmajsa ist eine ungarische Stadt im Komitat Bács-Kiskun. Sie ist Verwaltungssitz des gleichnamigen Kreises.

## Sehenswürdigkeiten
- Römisch-katholische Kirche Kisboldogasszony, erbaut 1743, Barock
- Heimatgeschichtliches Museum (Konecsni György Helytörténeti Múzeum)
- '56-er-Museum
- Schmalspurnetz Kecskemét
- Thermalbad

## Söhne und Töchter der Stadt
- Marina Alexandrowa (* 1982), russische Schauspielerin
- György Konecsni (1908–1970), ungarischer Grafiker

## Partnerstädte
- Bačka Topola
- Bad Schönborn
- Gheorgheni
- Lommatzsch
- Lubliniec

## Verkehr
Kiskunmajsa ist angebunden an die Bahnstrecke Kecskemét-Baja.